# Radio Bljesak
Radio Bljesak je lokalna hrvatska radijska postaja sa sjedištem u Okučanima. Emitiranje je započela 1995. godine, neposredno nakon vojno-redarstvene akcije Bljesak. Program je pokrenula ekipa Radio Sljemena. Danas emitira na frekvenciji 105,5 Mhz FM.